# S 3 (sommergibile Italia 1915)
L’S 3 è stato un sommergibile della Regia Marina, in precedenza appartenuto alla Royal Navy.

## Storia
L’S 3 non prestò mai servizio effettivo nella Marina britannica: quando, nel giugno 1915, la Regia Marina, essendo l'Italia entrata nel frattempo in guerra a fianco delle potenze della Triplice intesa, chiese ed ottenne la sua cessione (insieme ai suoi due gemelli) da parte degli inglesi, si trovava ancora alle prove in cantiere: fu infatti ceduto all'Italia il giorno seguente alla sua entrata in servizio per la Royal Navy.
Tra la metà di settembre e l'inizio di novembre 1915 ebbe luogo il trasferimento dal Regno Unito alla base di La Spezia.
Prese base a Brindisi, in seno alla III Squadriglia Sommergibili, ma, prima ancora di poter svolgere anche una sola missione, fu colto da gravi guasti ai motori diesel (problema che affliggeva anche i gemelli) e fu disarmato.
Si portò poi a La Spezia, venendo destinato alla Scuola Sommergibili per la quale operò per il resto della guerra.
Radiato nel 1919, fu avviato alla demolizione.